# Miikka Anttila
Miikka Anttila (Janakkala, 10 settembre 1972) è un copilota di rally finlandese, dal 2003 gareggia in coppia con Jari-Matti Latvala.

## Biografia
Ha disputato la sua prima gara da copilota nel 1998, al Osuuspankki Ralli , in Finlandia, a bordo di una Peugeot 306 16S pilotata dal connazionale Teppo Vekka. Esordì invece nel mondiale al Rally di Finlandia 1999 con Janne Tuohino su una Ford Escort WRC, terminando la gara all'ottavo posto assoluto. Con Tuohino corse anche nel 2000, con Jani Pirttinen nel 2001 e nel 2002 con Mikko Hirvonen, alternandosi in questi anni tra gare nazionali finlandesi, appuntamenti del campionato europeo e alcune gare iridate.

### La carriera con Latvala

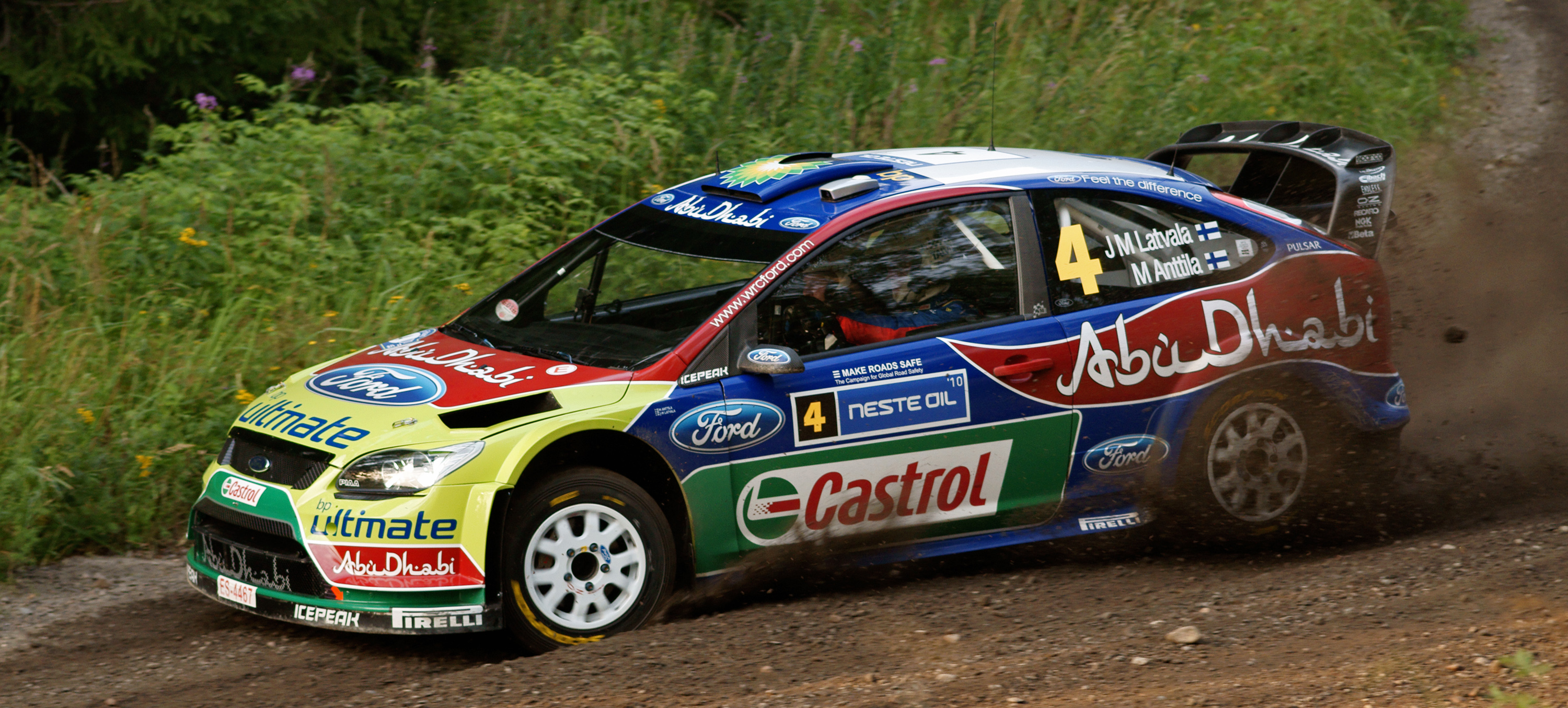
Anttila e Latvala con la Focus RS WRC al Rally di Finlandia nel 2010

Nel 2003, iniziò a gareggiare con Jari-Matti Latvala, stabilendo il sodalizio che dura sino a oggi e nel 2004 lo accompagnò per tutta la stagione nel campionato Junior WRC. Nelle due stagioni seguenti, il 2005 e il 2006, disputarono gare iridate guidando sia auto della categoria produzione che vetture WRC, in particolare le Ford Focus RS WRC della scuderia britannica M-Sport, il cui titolare, l'ex-pilota Malcolm Wilson, li mise poi sotto contratto per tutta la stagione 2007, sul finire della quale Anttila e Latvala ottennero anche il loro primo podio in carriera, terminando al terzo posto nel Rally d'Irlanda. Per il 2008 Wilson li promosse al team ufficiale Ford e alla seconda gara, il Rally di Svezia, conquistarono la loro prima vittoria e altri sei piazzamenti a podio che gli valse il quarto posto finale al termine della stagione. Sempre alla guida della Focus RS WRC, riconfermarono il quarto posto anche nel 2009 mentre nel 2010 si piazzarono al secondo posto dietro al duo Sébastien Loeb/Daniel Elena. Nel 2011 e nel WRC 2012 guidarono la Ford Fiesta RS WRC, sempre per il team Ford, ottenendo un totale di 3 vittorie e piazzandosi terzi nella generale del 2012. 

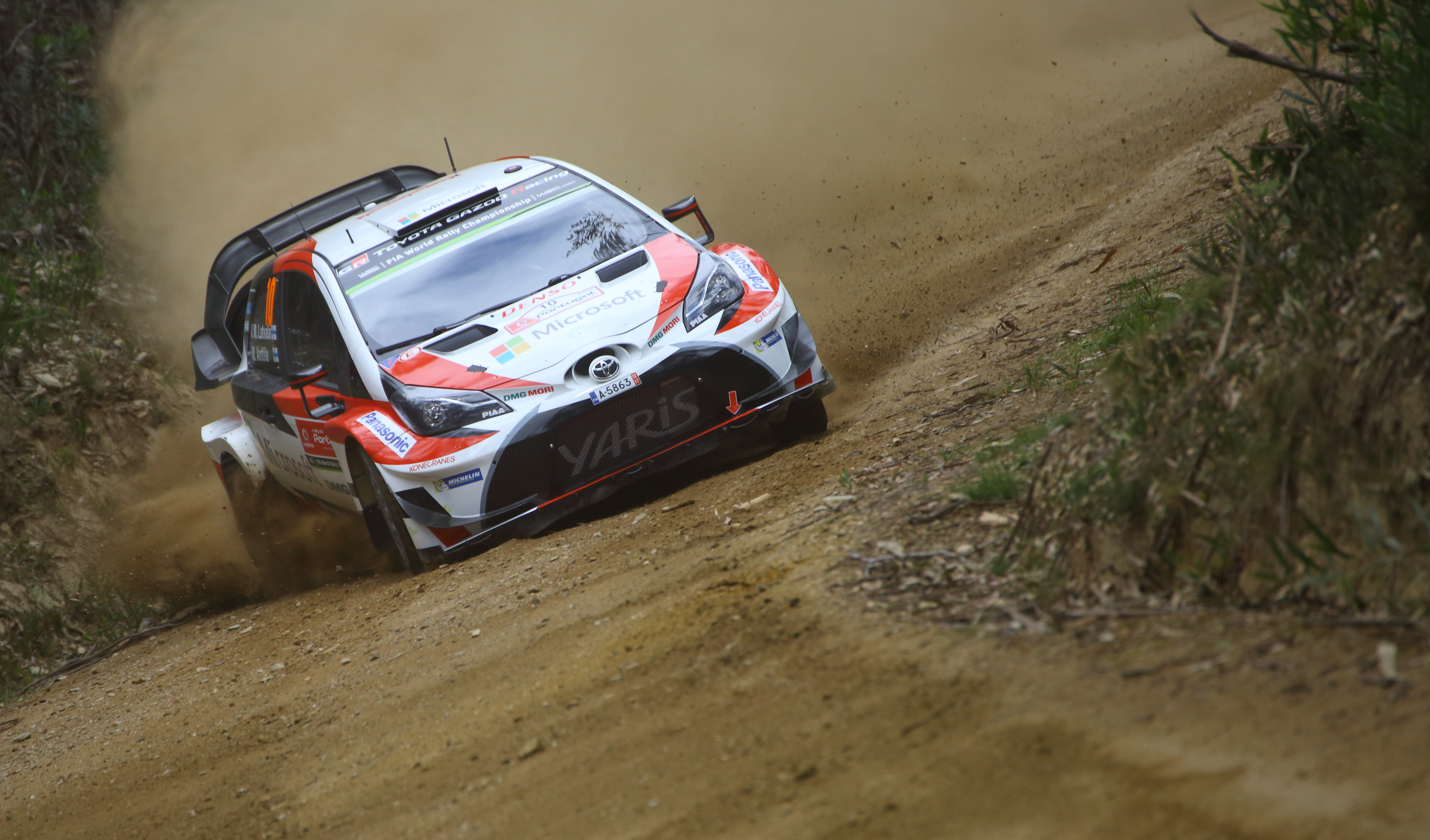
Latvala-Anttila sulla Yaris WRC al Rally del Portogallo 2017

Al ritiro del costruttore americano dal mondiale rally, avvenuto al termine del 2012, Anttila e Latvala passarono alla Volkswagen, che per il 2013 schierò la nuova Volkswagen Polo R WRC, alla guida della quale ottennero 9 vittorie in quattro anni, tre secondi e un terzo posto finale nella classifica piloti e copiloti.

Dal 2017 la coppia gareggia per la squadra Toyota, rientrata sulle con la Yaris WRC scene dopo 18 anni di assenza dal mondiale rally, e regalò al costruttore giapponese la prima vittoria dopo tanto tempo nel Rally di Svezia, al secondo appuntamento stagionale.

## Vittorie nel mondiale rally

### Junior WRC
| Nº | Anno | Rally               | Pilota           | Vettura                   |
| -- | ---- | ------------------- | ---------------- | ------------------------- |
| 1  | 2003 | 4º Rally di Turchia | Kosti Katajamäki | Volkswagen Polo MK4 S1600 |

### P-WRC
| Nº | Anno | Rally                         | Pilota             | Vettura                |
| -- | ---- | ----------------------------- | ------------------ | ---------------------- |
| 1  | 2006 | 19º Rally d'Australia         | Jari-Matti Latvala | Subaru Impreza STi N12 |
| 2  | 2006 | 37º Rally della Nuova Zelanda | Jari-Matti Latvala | Subaru Impreza STi N12 |

### WRC

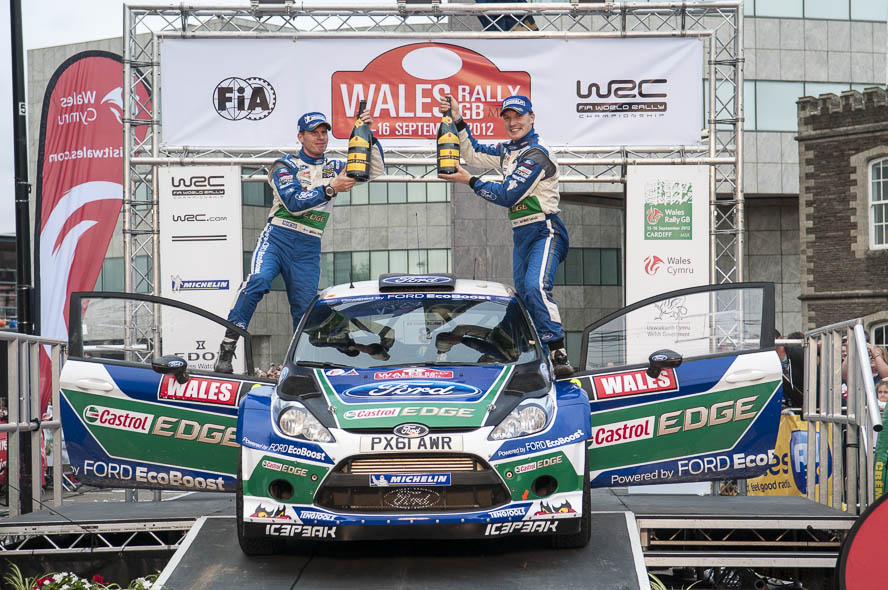
Latvala e Anttila bissano il successo al Rally di Gran Bretagna nel 2012

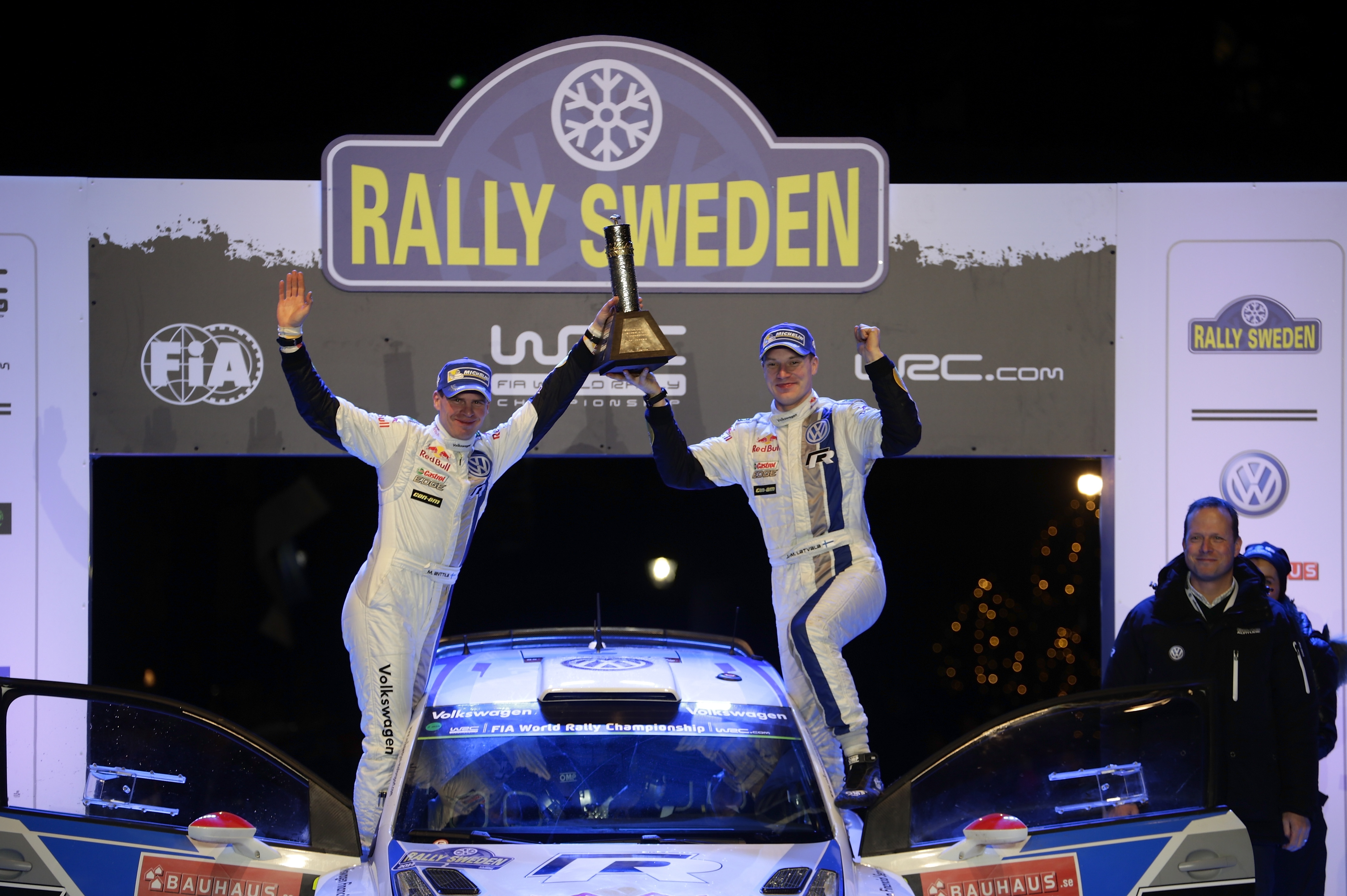
La coppia vittoriosa al Rally di Svezia nel 2014 con la Polo R WRC

| Nº | Anno | Rally                         | Pilota             | Vettura               | Squadra                    |
| -- | ---- | ----------------------------- | ------------------ | --------------------- | -------------------------- |
| 1  | 2008 | 57º Rally di Svezia           | Jari-Matti Latvala | Ford Focus RS WRC 07  | Stobart VK Ford Rally Team |
| 2  | 2009 | 6º Rally d'Italia-Sardegna    | Jari-Matti Latvala | Ford Focus RS WRC 09  | BP Ford Abu Dhabi WRT      |
| 3  | 2010 | 40º Rally della Nuova Zelanda | Jari-Matti Latvala | Ford Focus RS WRC 09  | BP Ford Abu Dhabi WRT      |
| 4  | 2010 | 60º Rally di Finlandia        | Jari-Matti Latvala | Ford Focus RS WRC 09  | BP Ford Abu Dhabi WRT      |
| 5  | 2011 | 67º Rally di Gran Bretagna    | Jari-Matti Latvala | Ford Fiesta RS WRC    | Ford Abu Dhabi WRT         |
| 6  | 2012 | 60º Rally di Svezia           | Jari-Matti Latvala | Ford Fiesta RS WRC    | Ford World Rally Team      |
| 7  | 2012 | 68º Rally di Gran Bretagna    | Jari-Matti Latvala | Ford Fiesta RS WRC    | Ford World Rally Team      |
| 8  | 2013 | 59º Rally dell'Acropoli       | Jari-Matti Latvala | Volkswagen Polo R WRC | Volkswagen Motorsport      |
| 9  | 2014 | 62º Rally di Svezia           | Jari-Matti Latvala | Volkswagen Polo R WRC | Volkswagen Motorsport      |
| 10 | 2014 | 34º Rally d'Argentina         | Jari-Matti Latvala | Volkswagen Polo R WRC | Volkswagen Motorsport      |
| 11 | 2014 | 64º Rally di Finlandia        | Jari-Matti Latvala | Volkswagen Polo R WRC | Volkswagen Motorsport      |
| 12 | 2014 | 5º Rally di Francia-Alsazia   | Jari-Matti Latvala | Volkswagen Polo R WRC | Volkswagen Motorsport      |
| 13 | 2015 | 49º Rally del Portogallo      | Jari-Matti Latvala | Volkswagen Polo R WRC | Volkswagen Motorsport      |
| 14 | 2015 | 65º Rally di Finlandia        | Jari-Matti Latvala | Volkswagen Polo R WRC | Volkswagen Motorsport      |
| 15 | 2015 | 58º Tour de Corse             | Jari-Matti Latvala | Volkswagen Polo R WRC | Volkswagen Motorsport      |
| 16 | 2016 | 30º Rally del Messico         | Jari-Matti Latvala | Volkswagen Polo R WRC | Volkswagen Motorsport      |
| 17 | 2017 | 65º Rally di Svezia           | Jari-Matti Latvala | Toyota Yaris WRC      | Toyota Gazoo Racing WRT    |
| 18 | 2018 | 27º Rally d'Australia         | Jari-Matti Latvala | Toyota Yaris WRC      | Toyota Gazoo Racing WRT    |

## Risultati nel mondiale rally

### WRC
| 1999 | Scuderia       | Vettura                             |  |  |  |  |  |  |  |  |  |   |  |  |     |    |  |  | Punti | Pos. |
| ---- | -------------- | ----------------------------------- |  |  |  |  |  |  |  |  |  | - |  |  | --- | -- |  |  | ----- | ---- |
| 1999 | LPM Human Heat | Ford Escort WRC Volkswagen Polo 16V |  |  |  |  |  |  |  |  |  | 8 |  |  | Rit | NC |  |  | 0     |      |

| 2000 | Scuderia | Vettura            |  |    |  |     |  |  |  |  |     |  |  |  |  |  |  |  | Punti | Pos. |
| ---- | -------- | ------------------ |  | -- |  | --- |  |  |  |  | --- |  |  |  |  |  |  |  | ----- | ---- |
| 2000 |          | Toyota Corolla WRC |  | 15 |  | Rit |  |  |  |  | Rit |  |  |  |  |  |  |  | 0     |      |

| 2001 | Scuderia | Vettura                    |  |  |  |  |  |  |  |  |    |  |  |  |  |  |  |  | Punti | Pos. |
| ---- | -------- | -------------------------- |  |  |  |  |  |  |  |  | -- |  |  |  |  |  |  |  | ----- | ---- |
| 2001 |          | Volkswagen Golf IV Kit Car |  |  |  |  |  |  |  |  | 24 |  |  |  |  |  |  |  | 0     |      |

| 2002 | Scuderia | Vettura            |  |  |  |  |  |  |  |  |    |  |    |  |  |  |  |  | Punti | Pos. |
| ---- | -------- | ------------------ |  |  |  |  |  |  |  |  | -- |  | -- |  |  |  |  |  | ----- | ---- |
| 2002 |          | Renault Clio S1600 |  |  |  |  |  |  |  |  | 21 |  | NC |  |  |  |  |  | 0     |      |

| 2003 | Scuderia          | Vettura                                    |    |  |    |  |  |     |  |    |    |  |  |  |  |    |  |  | Punti | Pos. |
| ---- | ----------------- | ------------------------------------------ | -- |  | -- |  |  | --- |  | -- | -- |  |  |  |  | -- |  |  | ----- | ---- |
| 2003 | Ford Motor Co Ltd | Volkswagen Polo S1600 Ford Focus RS WRC 02 | SQ |  | 15 |  |  | Rit |  | 17 | 14 |  |  |  |  | 10 |  |  | 0     |      |

| 2004 | Scuderia | Vettura                                                                                                |     |     |  |  |  |     |     |  |     |    |  |    |     |    |    |     | Punti | Pos. |
| ---- | -------- | --- | --- | --- |  |  |  | --- | --- |  | --- | -- |  | -- | --- | -- | -- | --- | ----- | ---- |
| 2004 |          | Ford Puma S1600 Subaru Impreza WRX STi Ford Fiesta S1600 Suzuki Ignis S1600 Mitsubishi Lancer Evo VIII | Rit | Rit |  |  |  | Rit | Rit |  | Rit | 27 |  | 23 | Rit | 21 | 29 | Rit | 0     |      |

| 2005 | Scuderia        | Vettura                                                        |  |    |  |     |    |  |  |  |     |     |    |     |    |    |    |  | Punti | Pos. |
| ---- | --------------- | -------------------------------------------------------------- |  | -- |  | --- | -- |  |  |  | --- | --- | -- | --- | -- | -- | -- |  | ----- | ---- |
| 2005 | Syms Rally Team | Toyota Corolla WRC Subaru Impreza WRX STi Ford Focus RS WRC 03 |  | 16 |  | Rit | 16 |  |  |  | Rit | Rit | 21 | Rit | 15 | 16 | 19 |  | 0     |      |

| 2006 | Scuderia                                   | Vettura                                  |    |  |    |    |     |  |  |    |    |    |    |    |  |   |   |   | Punti | Pos. |
| ---- | ------------------------------------------ | ---------------------------------------- | -- |  | -- | -- | --- |  |  | -- | -- | -- | -- | -- |  | - | - | - | ----- | ---- |
| 2006 | Syms Rally Team Stobart VK Ford Rally Team | Subaru Impreza WRX STi Ford Focus RS WRC | 41 |  | 25 | 16 | Rit |  |  | 22 | 34 | 17 | 69 | 12 |  | 6 | 8 | 4 | 13    | 9º   |

| 2007 | Scuderia                   | Vettura              |     |     |   |   |   |   |   |    |     |   |   |   |   |    |   |    | Punti | Pos. |
| ---- | -------------------------- | -------------------- | --- | --- | - | - | - | - | - | -- | --- | - | - | - | - | -- | - | -- | ----- | ---- |
| 2007 | Stobart VK Ford Rally Team | Ford Focus RS WRC 06 | Rit | Rit | 5 | 7 | 8 | 4 | 9 | 12 | Rit | 8 | 5 | 7 | 4 | 25 | 3 | 10 | 30    | 8º   |

| 2008 | Scuderia              | Vettura              |    |   |   |    |   |   |   |   |    |   |     |   |   |   |   |  | Punti | Pos. |
| ---- | --------------------- | -------------------- | -- | - | - | -- | - | - | - | - | -- | - | --- | - | - | - | - |  | ----- | ---- |
| 2008 | BP Ford Abu Dhabi WRT | Ford Focus RS WRC 07 | 12 | 1 | 3 | 15 | 7 | 3 | 7 | 2 | 38 | 9 | Rit | 6 | 4 | 2 | 2 |  | 58    | 4º   |

| 2009 | Scuderia              | Vettura              |    |   |    |     |   |   |   |     |   |   |   |   |  |  |  |  | Punti | Pos. |
| ---- | --------------------- | -------------------- | -- | - | -- | --- | - | - | - | --- | - | - | - | - |  |  |  |  | ----- | ---- |
| 2009 | BP Ford Abu Dhabi WRT | Ford Focus RS WRC 09 | 14 | 3 | 12 | Rit | 6 | 1 | 3 | Rit | 3 | 4 | 6 | 7 |  |  |  |  | 41    | 4º   |

| 2010 | Scuderia              | Vettura              |   |   |   |   |   |     |   |   |   |   |   |   |   |  |  |  | Punti | Pos. |
| ---- | --------------------- | -------------------- | - | - | - | - | - | --- | - | - | - | - | - | - | - |  |  |  | ----- | ---- |
| 2010 | BP Ford Abu Dhabi WRT | Ford Focus RS WRC 09 | 3 | 5 | 2 | 8 | 1 | Rit | 6 | 1 | 4 | 3 | 4 | 4 | 3 |  |  |  | 171   | 2º   |

| 2011 | Scuderia           | Vettura            |   |   |    |   |     |   |   |   |    |   |    |   |    |  |  |  | Punti | Pos. |
| ---- | ------------------ | ------------------ | - | - | -- | - | --- | - | - | - | -- | - | -- | - | -- |  |  |  | ----- | ---- |
| 2011 | Ford Abu Dhabi WRT | Ford Fiesta RS WRC | 3 | 3 | 32 | 2 | 182 | 7 | 9 | 2 | 14 | 2 | 41 | 3 | 13 |  |  |  | 172   | 4º   |

| 2012 | Scuderia              | Vettura            |     |    |     |     |  |    |    |   |   |    |   |     |    |  |  |  | Punti | Pos. |
| ---- | --------------------- | ------------------ | --- | -- | --- | --- |  | -- | -- | - | - | -- | - | --- | -- |  |  |  | ----- | ---- |
| 2012 | Ford World Rally Team | Ford Fiesta RS WRC | Rit | 13 | Rit | 132 |  | 32 | 71 | 3 | 2 | 13 | 2 | 122 | 21 |  |  |  | 154   | 3º   |

| 2013 | Scuderia              | Vettura               |     |    |     |   |    |   |   |     |    |   |   |    |   |  |  |  | Punti | Pos. |
| ---- | --------------------- | --------------------- | --- | -- | --- | - | -- | - | - | --- | -- | - | - | -- | - |  |  |  | ----- | ---- |
| 2013 | Volkswagen Motorsport | Volkswagen Polo R WRC | Rit | 42 | 163 | 3 | 31 | 1 | 3 | 173 | 73 | 4 | 3 | 23 | 2 |  |  |  | 162   | 3º   |

| 2014 | Scuderia              | Vettura               |    |    |   |     |    |    |    |    |     |    |    |    |    |  |  |  | Punti | Pos. |
| ---- | --------------------- | --------------------- | -- | -- | - | --- | -- | -- | -- | -- | --- | -- | -- | -- | -- |  |  |  | ----- | ---- |
| 2014 | Volkswagen Motorsport | Volkswagen Polo R WRC | 51 | 12 | 2 | 142 | 13 | 32 | 53 | 12 | Rit | 21 | 13 | 21 | 81 |  |  |  | 218   | 2º   |

| 2015 | Scuderia              | Vettura               |    |     |    |     |    |    |   |    |    |   |    |   |     |  |  |  | Punti | Pos. |
| ---- | --------------------- | --------------------- | -- | --- | -- | --- | -- | -- | - | -- | -- | - | -- | - | --- |  |  |  | ----- | ---- |
| 2015 | Volkswagen Motorsport | Volkswagen Polo R WRC | 23 | Rit | 17 | Rit | 12 | 62 | 5 | 12 | 21 | 2 | 13 | 2 | 501 |  |  |  | 183   | 2º   |

| 2016 | Scuderia              | Vettura               |     |    |    |    |    |    |    |    |     |   |     |   |   |  |  |  | Punti | Pos. |
| ---- | --------------------- | --------------------- | --- | -- | -- | -- | -- | -- | -- | -- | --- | - | --- | - | - |  |  |  | ----- | ---- |
| 2016 | Volkswagen Motorsport | Volkswagen Polo R WRC | Rit | 26 | 12 | 16 | 62 | 23 | 52 | 23 | 482 | 4 | 141 | 7 | 9 |  |  |  | 183   | 2º   |

| 2017 | Scuderia                | Vettura          |   |   |    |    |   |   |    |    |    |    |     |    |     |  |  |  | Punti | Pos. |
| ---- | ----------------------- | ---------------- | - | - | -- | -- | - | - | -- | -- | -- | -- | --- | -- | --- |  |  |  | ----- | ---- |
| 2017 | Toyota Gazoo Racing WRT | Toyota Yaris WRC | 2 | 1 | 64 | 41 | 5 | 9 | 25 | 20 | 21 | 73 | Rit | 53 | Rit |  |  |  | 136   | 4º   |

| 2018 | Scuderia                | Vettura          |    |   |    |     |     |    |   |   |     |    |    |   |    |  |  |  | Punti | Pos. |
| ---- | ----------------------- | ---------------- | -- | - | -- | --- | --- | -- | - | - | --- | -- | -- | - | -- |  |  |  | ----- | ---- |
| 2018 | Toyota Gazoo Racing WRT | Toyota Yaris WRC | 34 | 7 | 82 | Rit | Rit | 24 | 7 | 3 | Rit | 24 | 21 | 8 | 15 |  |  |  | 31    | 5º   |

| 2019 | Scuderia                | Vettura          |   |    |   |    |    |     |   |     |    |   |    |     |   |  |  |  | Punti | Pos. |
| ---- | ----------------------- | ---------------- | - | -- | - | -- | -- | --- | - | --- | -- | - | -- | --- | - |  |  |  | ----- | ---- |
| 2019 | Toyota Gazoo Racing WRT | Toyota Yaris WRC | 5 | 21 | 8 | 10 | 52 | 113 | 7 | 194 | 35 | 3 | 64 | Rit | 5 |  |  |  | 64    | 7º   |

| 2020 | Scuderia | Vettura                |  |    |  |  |  |  |  |  |  |  |  |  |  |  |  |  | Punti | Pos. |
| ---- | -------- | ---------------------- |  | -- |  |  |  |  |  |  |  |  |  |  |  |  |  |  | ----- | ---- |
| 2020 |          | Škoda Fabia Rally2 Evo |  | 16 |  |  |  |  |  |  |  |  |  |  |  |  |  |  | 0     |      |

| Legenda | 1º posto | 2º posto | 3º posto | A punti | Senza punti | Ritirato | Squalificato | NP=Non partito C=Gara cancellata | Apice=Power stage |

### P-WRC/WRC-3
| 2005 | Scuderia        | Vettura                   |  |  |  |  |  |  |  |  |  |  |  |  |   |  |  |  | Punti | Pos. |
| ---- | --------------- | ------------------------- |  |  |  |  |  |  |  |  |  |  |  |  | - |  |  |  | ----- | ---- |
| 2005 | Syms Rally Team | Subaru Impreza STi Spec C |  |  |  |  |  |  |  |  |  |  |  |  | 3 |  |  |  | 0     |      |

| 2006 | Scuderia        | Vettura                                          |   |  |   |  |  |  |  |   |  |  |   |   |  |   |   |  | Punti | Pos. |
| ---- | --------------- | ------------------------------------------------ | - |  | - |  |  |  |  | - |  |  | - | - |  | - | - |  | ----- | ---- |
| 2006 | Syms Rally Team | Subaru Impreza STi N12 Subaru Impreza STi Spec C | 5 |  | 9 |  |  |  |  | 6 |  |  | 9 | 2 |  | 1 | 1 |  | 0     |      |

| 2020 | Scuderia | Vettura                |  |   |  |  |  |  |  |  |  |  |  |  |  |  |  |  | Punti | Pos. |
| ---- | -------- | ---------------------- |  | - |  |  |  |  |  |  |  |  |  |  |  |  |  |  | ----- | ---- |
| 2020 |          | Škoda Fabia Rally2 Evo |  | 4 |  |  |  |  |  |  |  |  |  |  |  |  |  |  | 12    | 18º  |

| Legenda | 1º posto | 2º posto | 3º posto | A punti | Senza punti | Ritirato | Squalificato | NP=Non partito C=Gara cancellata | Apice=Power stage |

### Junior WRC
| 2003 | Scuderia | Vettura                   |    |  |   |  |  |     |  |  |  |  |  |  |  |  |  |  | Punti | Pos. |
| ---- | -------- | ------------------------- | -- |  | - |  |  | --- |  |  |  |  |  |  |  |  |  |  | ----- | ---- |
| 2003 |          | Volkswagen Polo MK4 S1600 | SQ |  | 1 |  |  | Rit |  |  |  |  |  |  |  |  |  |  | 0     |      |

| 2004 | Scuderia | Vettura                                              |     |  |  |  |  |     |     |  |     |  |  |   |     |  |   |  | Punti | Pos. |
| ---- | -------- | ---------------------------------------------------- | --- |  |  |  |  | --- | --- |  | --- |  |  | - | --- |  | - |  | ----- | ---- |
| 2004 |          | Ford Puma S1600 Ford Fiesta S1600 Suzuki Ignis S1600 | Rit |  |  |  |  | Rit | Rit |  | Rit |  |  | 4 | Rit |  | 9 |  | 0     |      |

| Legenda | 1º posto | 2º posto | 3º posto | A punti | Senza punti | Ritirato | Squalificato | NP=Non partito C=Gara cancellata | Apice=Power stage |